# Liste des ministres français des Personnes âgées
Cet article présente la liste des membres du gouvernement français (ministres, secrétaires d’État) chargés des personnes âgées, de l'autonomie, de la dépendance et de la solidarité entre les générations.
Le nom exact de la fonction peut varier à chaque nomination. Les dates indiquées sont les dates de prise ou de cessation des fonctions, qui sont en général la veille de la date de publication du décret de nomination au Journal officiel.
Le 21 septembre 2024, Paul Christophe est nommée ministre des Solidarités, de l'Autonomie et de l'Égalité entre les femmes et les hommes.

## Liste
| Ministre ou secrétaire d'État                                  | Intitulé                                                                                                | Ministre de tutelle                        | Intitulé                                                                                    | Début                             | Fin                               | Gouvernement                      |
| Présidence de François Mitterrand                              | Présidence de François Mitterrand                                                                       | Présidence de François Mitterrand          | Présidence de François Mitterrand                                                           | Présidence de François Mitterrand | Présidence de François Mitterrand | Présidence de François Mitterrand |
| -------------------------------------------------------------- | --- | ------------------------------------------ | ------------------------------------------------------------------------------------------- | --------------------------------- | --------------------------------- | --------------------------------- |
| Joseph Franceschi (actif : 1 an, 2 mois et 26 jours)           | Secrétaire d'État chargé des Personnes âgées                                                            | Nicole Questiaux                           | Ministre d'État, ministre de la Solidarité nationale                                        | 22 mai 1981                       | 23 juin 1981                      | Mauroy 1                          |
| Joseph Franceschi (actif : 1 an, 2 mois et 26 jours)           | Secrétaire d'État chargé des Personnes âgées                                                            | Nicole Questiaux                           | Ministre de la Solidarité nationale                                                         | 23 juin 1981                      | 29 juin 1982                      | Mauroy 2                          |
| Joseph Franceschi (actif : 1 an, 2 mois et 26 jours)           | Secrétaire d'État chargé des Personnes âgées                                                            | Pierre Bérégovoy                           | Ministre des Affaires sociales et de la Solidarité nationale                                | 29 juin 1982                      | 17 août 1982                      | Mauroy 2                          |
| Aucun (pendant 3 mois et 21 jours)                             | Aucun (pendant 3 mois et 21 jours)                                                                      | Pierre Bérégovoy                           | Ministre des Affaires sociales et de la Solidarité nationale                                | 17 août 1982                      | 8 décembre 1982                   | Mauroy 2                          |
| Daniel Benoîst (actif : 1 an, 7 mois et 15 jours)              | Secrétaire d’État chargé des Personnes âgées                                                            | Pierre Bérégovoy                           | Ministre des Affaires sociales et de la Solidarité nationale                                | 8 décembre 1982                   | 24 mars 1983                      | Mauroy 2                          |
| Daniel Benoîst (actif : 1 an, 7 mois et 15 jours)              | Secrétaire d’État chargé des Personnes âgées                                                            | Pierre Bérégovoy                           | Ministre des Affaires sociales et de la Solidarité nationale                                | 24 mars 1983                      | 23 juillet 1984                   | Mauroy 3                          |
| Joseph Franceschi (actif : 1 an, 7 mois et 25 jours)           | Secrétaire d'État chargé des Retraités et des Personnes âgées                                           | Georgina Dufoix                            | Ministre des Affaires sociales et de la Solidarité nationale                                | 23 juillet 1984                   | 20 mars 1986                      | Fabius                            |
| Aucun (pendant 2 ans, 1 mois et 21 jours)                      | Aucun (pendant 2 ans, 1 mois et 21 jours)                                                               | Aucun (pendant 2 ans, 1 mois et 21 jours)  | Aucun (pendant 2 ans, 1 mois et 21 jours)                                                   | 20 mars 1986                      | 11 mai 1988                       | Chirac 2                          |
| Catherine Trautmann (active : 1 mois et 15 jours)              | Secrétaire d'État chargée des Personnes âgées et des Handicapés                                         | Michel Delebarre                           | Ministre des Affaires sociales et de l'Emploi                                               | 13 mai 1988                       | 28 juin 1988                      | Rocard 1                          |
| Théo Braun (actif : 2 ans, 3 mois et 14 jours)                 | Ministre délégué chargé des Personnes âgées                                                             | Claude Évin                                | Ministre de la Solidarité, de la Santé et de la Protection sociale                          | 28 juin 1988                      | 2 octobre 1990                    | Rocard 2                          |
| Hélène Dorlhac (active : 7 mois et 15 jours)                   | Secrétaire d'État chargée de la Famille et des Personnes âgées,                                         | Claude Évin                                | Ministre des Affaires sociales et de la Solidarité                                          | 2 octobre 1990                    | 17 mai 1991                       | Rocard 2                          |
| Laurent Cathala (actif : 10 mois et 18 jours)                  | Secrétaire d'État chargée de la Famille et des Personnes âgées,                                         | Jean-Louis Bianco                          | Ministre des Affaires sociales et de l'Intégration                                          | 17 mai 1991                       | 22 juillet 1991                   | Cresson                           |
| Laurent Cathala (actif : 10 mois et 18 jours)                  | Secrétaire d'État chargé de la Famille, des Personnes âgées et des Rapatriés,                           | Jean-Louis Bianco                          | Ministre des Affaires sociales et de l'Intégration                                          | 22 juillet 1991                   | 4 avril 1992                      | Cresson                           |
| Laurent Cathala (actif : 10 mois et 18 jours)                  | Secrétaire d'État chargé de la Famille, des Personnes âgées et des Rapatriés,                           | René Teulade (actif : 11 mois et 26 jours) | Ministre des Affaires sociales et de l'Intégration                                          | 4 avril 1992                      | 30 mars 1993                      | Bérégovoy                         |
| Aucun (pendant 2 ans, 1 mois et 17 jours)                      | Aucun (pendant 2 ans, 1 mois et 17 jours)                                                               | Aucun (pendant 2 ans, 1 mois et 17 jours)  | Aucun (pendant 2 ans, 1 mois et 17 jours)                                                   | 30 mars 1993                      | 17 mai 1995                       | Balladur                          |
| Présidence de Jacques Chirac                                   | |                                            |                                                                                             |                                   |                                   |                                   |
| Colette Codaccioni (active : 5 mois et 19 jours)               | Ministre de la Solidarité entre les générations,                                                        | Plein exercice                             | Plein exercice                                                                              | 18 mai 1995                       | 6 novembre 1995                   | Juppé 1                           |
| Aucun (pendant 5 ans et 3 mois)                                | Aucun (pendant 5 ans et 3 mois)                                                                         | Aucun (pendant 5 ans et 3 mois)            | Aucun (pendant 5 ans et 3 mois)                                                             | 6 novembre 1995                   | 2 juin 1997                       | Juppé 2                           |
| Aucun (pendant 5 ans et 3 mois)                                | Aucun (pendant 5 ans et 3 mois)                                                                         | Aucun (pendant 5 ans et 3 mois)            | Aucun (pendant 5 ans et 3 mois)                                                             | 2 juin 1997                       | 6 février 2001                    | Jospin                            |
| Dominique Gillot (actif : 1 mois et 21 jours)                  | Secrétaire d'État chargée des Personnes âgées et des Handicapés,                                        | Élisabeth Guigou                           | Ministre de l'Emploi et de la Solidarité                                                    | 6 février 2001                    | 27 mars 2001                      | Jospin                            |
| Paulette Guinchard-Kunstler (actif : 1 an, 1 mois et 10 jours) | Secrétaire d'État chargée des Personnes âgées,                                                          | Élisabeth Guigou                           | Ministre de l'Emploi et de la Solidarité                                                    | 27 mars 2001                      | 7 mai 2002                        | Jospin                            |
| Aucun (pendant 1 mois et 11 jours)                             | Aucun (pendant 1 mois et 11 jours)                                                                      | Aucun (pendant 1 mois et 11 jours)         | Aucun (pendant 1 mois et 11 jours)                                                          | 6 mai 2002                        | 17 juin 2002                      | Raffarin 1                        |
| Hubert Falco (actif : 2 ans, 4 mois et 11 jours)               | Secrétaire d'État aux Personnes âgées,                                                                  | François Fillon                            | Ministre des Affaires sociales, du Travail et de la Solidarité                              | 17 juin 2002                      | 30 mars 2004                      | Raffarin 2                        |
| Hubert Falco (actif : 2 ans, 4 mois et 11 jours)               | Ministre délégué aux Personnes âgées,                                                                   | Philippe Douste-Blazy                      | Ministre de la Santé et de la Protection sociale                                            | 31 mars 2004                      | 28 octobre 2004                   | Raffarin 3                        |
| Catherine Vautrin (active : 7 mois et 3 jours)                 | Secrétaire d'État aux Personnes âgées,                                                                  | Jean-Louis Borloo                          | Ministre de l'Emploi, du Travail et de la Cohésion sociale                                  | 28 octobre 2004                   | 31 mai 2005                       | Raffarin 3                        |
| Philippe Bas (actif : 1 an, 9 mois et 24 jours)                | Ministre délégué à la Sécurité sociale, aux Personnes âgées, aux Personnes handicapées et à la Famille, | Xavier Bertrand                            | Ministre de la Santé et des Solidarités                                                     | 2 juin 2005                       | 26 mars 2007                      | Villepin                          |
| Aucun (pendant 1 mois et 19 jours)                             | Aucun (pendant 1 mois et 19 jours)                                                                      | Philippe Bas                               | Ministre de la Santé et des Solidarités                                                     | 26 mars 2007                      | 15 mai 2007                       | Villepin                          |
| Présidence de Nicolas Sarkozy                                  | |                                            |                                                                                             |                                   |                                   |                                   |
| Aucun (pendant 2 ans, 1 mois et 4 jours)                       | Aucun (pendant 2 ans, 1 mois et 4 jours)                                                                | Aucun (pendant 2 ans, 1 mois et 4 jours)   | Aucun (pendant 2 ans, 1 mois et 4 jours)                                                    | 18 mai 2007                       | 18 juin 2007                      | Fillon 1                          |
| Aucun (pendant 2 ans, 1 mois et 4 jours)                       | Aucun (pendant 2 ans, 1 mois et 4 jours)                                                                | Aucun (pendant 2 ans, 1 mois et 4 jours)   | Aucun (pendant 2 ans, 1 mois et 4 jours)                                                    | 19 juin 2007                      | 22 juin 2009                      | Fillon 2                          |
| Nora Berra (active : 8 mois et 27 jours)                       | Secrétaire d'État chargée des Aînés,                                                                    | Xavier Darcos                              | Ministre du Travail, des Relations sociales, de la Famille, de la Solidarité et de la Ville | 23 juin 2009                      | 22 mars 2010                      | Fillon 2                          |
| Nora Berra (active : 8 mois et 27 jours)                       | Secrétaire d'État chargée des Aînés,                                                                    | Éric Woerth (actif : 7 mois et 22 jours)   | Ministre du Travail, de la Solidarité et de la Fonction publique                            | 22 mars 2010                      | 13 novembre 2010                  | Fillon 2                          |
| Aucun (pendant 1 an, 5 mois et 26 jours)                       | Aucun (pendant 1 an, 5 mois et 26 jours)                                                                | Aucun (pendant 1 an, 5 mois et 26 jours)   | Aucun (pendant 1 an, 5 mois et 26 jours)                                                    | 14 novembre 2010                  | 10 mai 2012                       | Fillon 3                          |
| Présidence de François Hollande                                | |                                            |                                                                                             |                                   |                                   |                                   |
| Michèle Delaunay (active : 1 an, 10 mois et 15 jours)          | Ministre déléguée chargée des Personnes âgées et de la Dépendance,                                      | Marisol Touraine                           | Ministre des Affaires sociales et de la Santé                                               | 16 mai 2012                       | 18 juin 2012                      | Ayrault 1                         |
| Michèle Delaunay (active : 1 an, 10 mois et 15 jours)          | Ministre déléguée chargée des Personnes âgées et de l'Autonomie,                                        | Marisol Touraine                           | Ministre des Affaires sociales et de la Santé                                               | 21 juin 2012                      | 31 mars 2014                      | Ayrault 2                         |
| Laurence Rossignol (active : 1 an, 10 mois et 2 jours)         | Secrétaire d'État chargée de la Famille, des Personnes âgées et de l'Autonomie,                         | Marisol Touraine                           | Ministre des Affaires sociales (et de la Santé)                                             | 9 avril 2014                      | 25 août 2014                      | Valls 1                           |
| Laurence Rossignol (active : 1 an, 10 mois et 2 jours)         | Secrétaire d'État chargée de la Famille, des Personnes âgées et de l'Autonomie,                         | Marisol Touraine                           | Ministre des Affaires sociales, de la Santé et des Droits des femmes                        | 26 août 2014                      | 17 juin 2015                      | Valls 2                           |
| Laurence Rossignol (active : 1 an, 10 mois et 2 jours)         | Secrétaire d'État chargée de la Famille, de l'Enfance, des Personnes âgées et de l'Autonomie,           | Marisol Touraine                           | Ministre des Affaires sociales, de la Santé et des Droits des femmes                        | 17 juin 2015                      | 11 février 2016                   | Valls 2                           |
| Pascale Boistard (active : 1 an, 3 mois et 4 jours)            | Secrétaire d'État chargée des Personnes âgées et de l'Autonomie,                                        | Marisol Touraine                           | Ministre des Affaires sociales et de la Santé                                               | 11 février 2016                   | 6 décembre 2016                   | Valls 2                           |
| Pascale Boistard (active : 1 an, 3 mois et 4 jours)            | Secrétaire d'État chargée des Personnes âgées et de l'Autonomie,                                        | Marisol Touraine                           | Ministre des Affaires sociales et de la Santé                                               | 6 décembre 2016                   | 15 mai 2017                       | Cazeneuve                         |
| Présidence d'Emmanuel Macron                                   | |                                            |                                                                                             |                                   |                                   |                                   |
| Aucun (pendant 3 ans, 1 mois et 19 jours)                      | Aucun (pendant 3 ans, 1 mois et 19 jours)                                                               | Aucun (pendant 3 ans, 1 mois et 19 jours)  | Aucun (pendant 3 ans, 1 mois et 19 jours)                                                   | 17 mai 2017                       | 6 juillet 2020                    | Philippe 1 et 2                   |
| Brigitte Bourguignon (active : 1 an, 10 mois et 14 jours)      | Ministre délégué chargée de l'Autonomie,                                                                | Olivier Véran                              | Ministre des Solidarités et de la Santé                                                     | 6 juillet 2020                    | 20 mai 2022                       | Castex                            |
| Aucun (pendant 1 an, 7 mois et 22 jours)                       | Aucun (pendant 1 an, 7 mois et 22 jours)                                                                | Aucun (pendant 1 an, 7 mois et 22 jours)   | Aucun (pendant 1 an, 7 mois et 22 jours)                                                    | 20 mai 2022                       | 11 janvier 2024                   | Borne                             |
| Fadila Khattabi (active : 7 mois et 13 jours)                  | Ministre déléguée chargée des Personnes âgées et des Personnes handicapées                              | Catherine Vautrin                          | Ministre du Travail, de la Santé, et des Solidarités                                        | 8 février 2024                    | 21 septembre 2024                 | Attal                             |
| Paul Christophe (actif : 10 mois et 7 jours)                   | Ministre des Solidarités, de l'Autonomie et de l'Égalité entre les femmes et les hommes,                | Plein exercice                             | Plein exercice                                                                              | 21 septembre 2024                 | (en cours)                        | Barnier                           |